# Polymixis germana
Polymixis germana là một loài bướm đêm trong họ Noctuidae.